# Michael Scott (écrivain)
Pour les articles homonymes, voir Scott et Michael Scott (homonymie).
Œuvres principales
- Les Secrets de l'immortel Nicolas Flamel

Michael Scott, né le 28 septembre 1959 à Dublin, est un auteur irlandais spécialiste de la mythologie et du folklore.

## Biographie
Michael Scott vit à Dublin. Spécialiste de mythologie et de folklore, il a déjà écrit de nombreux textes de fantasy, d'horreur ou de science-fiction, qui ont remporté un tel succès qu'il est considéré en Irlande comme le « roi de la fantasy »[réf. nécessaire]. Malgré cela, seuls les ouvrages cités ci-dessous ont été traduits en langue française.

## Publications

### Romans

#### SérieLes Secrets de l'immortel Nicolas Flamel
1. L’Alchimiste, 2008 ((en) The Alchemyst)
2. Le Magicien, 2009 ((en) The Magician, 2008)
3. L’Ensorceleuse, 2009 ((en) The Sorceress, 2009)
4. Le Nécromancien, 2011 ((en) The Necromancer, 2010)
5. Le Traître, 2012 ((en) The Warlock, 2011)
6. L'Enchanteresse, 2013 ((en) The Enchantress, 2012)

#### Autres romans
- Les Treize Reliques, Fleuve noir, 2013 ((en) The Thirteen Hallows, 2011)Écrit avec Colette Freedman.

## La vie fantôme d'un auteur à succès
- (en) Site officiel
- (en) Michael Scott à la Penguin Random House Australia

1. https://booknode.com/auteur/michael-scott

- Ressources relatives à la littérature :   - The Encyclopedia of Science Fiction
  - Internet Speculative Fiction Database
  - NooSFere
  - Tor.com
- Micheal Scott aussi appelé Anna Dillon, sous son pseudonyme d'auteur, a commencé comme négociant en antiquités et livres anciens, ce qui lui a permis d'être en contact avec une quantité impressionnante de mythes et légendes irlandais quasi-oubliés. La mythologie est ainsi devenue sa grande passion  Il a contribué à l'engouement renaissant dans les années 80 pour les légendes en Irlande. Il a écrit de très nombreux recueils à ce sujet, recueils considérés à présent comme des références sur le sujet.  Cet homme très touche à tout est à présent à la tête de plus d'une centaine de titres pour adultes et adolescents, dans des registres comme la fantasy, l'horreur, la science-fiction ou le folklore. Ses romans ont remportés un tel succès en Irlande qu’il y est décrit comme le "roi de la Fantasy".  Il est connu dans le monde entier grâce à sa série best-seller pour la jeunesse "Les Secrets de l'immortel Nicolas Flamel", parue chez Pocket Jeunesse.